# Хетерозисен ефект
Хетерозисен ефект е термин от генетиката и селекцията. С него се обозначава тенденцията в хибридите някои белези да са по-силно изразени, отколкото в техните родители. Тези свойства на хибридното поколение се използват например в овощарството, където хибридните растения растат по-бързо, достигат по-големи размери, образуват повече цветни пъпки и плодоносят повече или са по-приспособени към околната среда (например като са по-резистентни на някои болести).